# Rockford IceHogs
I Rockford IceHogs sono una squadra di hockey su ghiaccio dell'American Hockey League con sede nella città di Rockford, nell'Illinois. Sono affiliati ai Chicago Blackhawks, squadra della National Hockey League, e disputano i loro incontri casalinghi presso il BMO Harris Bank Center.

## Storia
L'attuale franchigia dei Rockford IceHogs nacque nel 1995 con il nome di Baltimore Bandits, mentre due stagioni più tardi la squadra trasferitasi a Cincinnati cambiò nome in Cincinnati Mighty Ducks. I Cincinnati Mighty Ducks interruppero le attività saltando l'intera stagione 2005-06 a causa dei mancati accordi con formazioni della National Hockey League; infatti le ex-formazioni affiliate dei Detroit Red Wings e dei Mighty Ducks of Anaheim si accordarono per quella stagione rispettivamente con i Grand Rapids Griffins e i Portland Pirates.
Nonostante il tentativo di rilanciare la squadra con la denominazione Cincinnati RailRaiders per la stagione 2006-07, il 19 marzo 2007 la AHL annunciò ufficialmente la cessione e il trasferimento della squadra a Rockford. In passato la città aveva ospitato una squadra omonima che militò per otto stagioni nella United Hockey League.

### Affiliazioni
Nel corso della loro storia i Rockford IceHogs sono stati affiliati alle seguenti franchigie della National Hockey League:
- Chicago Blackhawks: (2007-)

## Record stagione per stagione
| Stagione         | Division | Gare | V  | S  | OTL | SOL | Punti | GF  | GS  | Piazzamento | Play-off                                                     |
| ---------------- | -------- | ---- | -- | -- | --- | --- | ----- | --- | --- | ----------- | ------------------------------------------------------------ |
| Rockford IceHogs |          |      |    |    |     |     |       |     |     |             |                                                              |
| 2007-08          | West     | 80   | 44 | 26 | 4   | 6   | 98    | 247 | 231 | 2°          | vince 1º turno (Houston) 4-1 perde 2º turno (Chicago) 3-4    |
| 2008-09          | West     | 80   | 40 | 34 | 0   | 6   | 86    | 229 | 220 | 4°          | perde 1º turno (Milwaukee) 0-4                               |
| 2009-10          | West     | 80   | 44 | 30 | 3   | 3   | 94    | 226 | 226 | 3°          | perde 1º turno (Texas) 0-4                                   |
| 2010-11          | West     | 80   | 38 | 33 | 4   | 5   | 85    | 216 | 245 | 8°          |                                                              |
| 2011-12          | Midwest  | 76   | 35 | 32 | 2   | 7   | 79    | 207 | 228 | 5°          |                                                              |
| 2012-13          | Midwest  | 76   | 42 | 31 | 2   | 1   | 87    | 246 | 225 | 3°          |                                                              |
| 2013-14          | Midwest  | 76   | 35 | 32 | 5   | 4   | 79    | 234 | 262 | 4°          |                                                              |
| 2014-15          | Midwest  | 76   | 46 | 23 | 5   | 2   | 99    | 222 | 180 | 2°          | vince 1º turno (Texas) 3-0 perde 2º turno (Grand Rapids) 1-4 |
| 2015-16          | Central  | 76   | 40 | 22 | 10  | 4   | 94    | 214 | 205 | 3°          | perde 1º turno (Lake Erie) 0-3                               |

## Record della franchigia

### Singola stagione
Gol: 35  Troy Brouwer (2007-08)
Assist: 67  Martin St. Pierre (2007-08)
Punti: 88  Martin St. Pierre (2007-08)
Minuti di penalità: 174  Kris Versteeg (2007-08)
Vittorie: 29  Corey Crawford (2007-08)
Media gol subiti: 2.54  Wade Flaherty (2007-08)
Parate %: .917  Wade Flaherty (2002-03)

### Carriera
Gol: 81  Jeremy Morin
Assist: 132  Brandon Pirri
Punti: 200  Brandon Pirri
Minuti di penalità: 753  Robin Big Snake
Partite giocate: 299  Evan Brophey

## Palmarès

### Premi individuali
- John B. Sollenberger Trophy: 1

Brandon Pirri: 2012-2013